# Oscar Rabin
Oscar Rabin (* 16. April 1899 in Riga als Oscar Rabinowitz; † 20. Juni 1958 in Putney (London)) war ein britischer Jazz- und Unterhaltungsmusiker (Geige, später Basssaxophon), der vor allem als Bandleader hervorgetreten ist.

## Leben
Rabin, der im Alter von vier Wochen mit seiner Familie nach Großbritannien einwanderte, studierte Geige an der Guildhall School of Music and Drama, bevor er 1925 ein Tanzorchester im Palace Hotel leitete. Er bildete eine Partnerschaft mit Harry Davis, der der Frontman und Dirigent seiner Bands wurde und in dieser Position 25 Jahre lang blieb. Mit der Romany Band spielte er im Wimbledon Palais von 1926 bis 1928 zum Tanz auf, dann in weiteren Londoner Hotels und von 1935 bis 1940 im Hammersmith Palais und anschließend im Lyceum Ball Room in London. 1945 machte er mit seiner Bigband eine Europatour zur Truppenbetreuung. Das Repertoire der Band bestand hauptsächlich aus kommerzieller Tanzmusik; mit Move (von Denzil Best) wurde jede Nacht eine Jazznummer gespielt.
Zur Band gehörten 15 Instrumentalisten; für längere Zeit gehörten Harry Gold, Laurie Gold, Ken Mackintosh, Cecil Pressling, Arthur Greenslade, Bobby Benstead, Ken Wray, Eric Jupp oder Kenny Clare neben Rabin zur Formation, kurzzeitig auch Don Rendell, Ron Simmonds,  Pete King, Derek Humble, Danny Moss, Ian Hamer oder Jimmy Deuchar. Die Band verfügte immer über zwei bis drei Vokalisten wie Alan Dean, Bob Dale, Annabelle Lee, Cyril Shane, Marion Williams, Beryl Davis, Terry Devon, Dennis Hale, Marjorie Daw (die den Drummer der Band, Kenny Clare, heiratete), Bernard Manning, Marion Davis, Mel Gaynor, Pattie Forbes sowie Johnny Worth. 1950 wurde Don Smith der Dirigent der Oscar Rabin Band; ihm folgte 1951 David Ede (1926–1965), der die Band auch über Rabins Tod hinaus führte.

## Lexikalische Einträge
- John Chilton: Who’s Who of British Jazz. Continuum, London 2004, ISBN 0-8264-7234-6